# (36119) 1999 RQ135
1999 RQ135 (asteroide 36119) é um asteroide da cintura principal. Possui uma excentricidade de 0.17785770 e uma inclinação de 2.50527º.
Este asteroide foi descoberto no dia 9 de setembro de 1999 por LINEAR em Socorro.